# Tradate
Tradate est une commune italienne de la province de Varèse, dans la région Lombardie.

## Géographie

### Divisions administratives
- Tradate, siège municipal ;
- Guazzone ;
- Ceppine.

### Subdivisions historiques
La ville est divisée en quartiers. Pour Tradate :
- Barnasc ;
- Bozétt ;
- Cascine ;
- Lodula ;
- Pineta.

Il faut ajouter Ceppine, quartier historique avant l'expansion urbaine dont il a fait l'objet.

### Hameaux
Abbiate Guazzone, Ceppine Superiore, la Costa, Montechiuso, Pratolungo, Grisciola, Scorpione, C.na Villafranca, C.na Sanità, Roncaccio, Villa Sopranzi, Villa Melzi, Ladrazza, Allodola.

### Communes limitrophes
| Venegono Inferiore | Castelnuovo Bozzente (CO) | Appiano Gentile (CO) |
| Lonate Ceppino     | Tradate                   | Carbonate (CO)       |
| Cairate            |                           | Locate Varesino      |

## Transports et voies de communication
Deux gares sont gérées par la Ferrovie Nord Milano sur la ligne Saronno-Laveno : Tradate Station et Tradate Station - Abbiate Guazzone.
La première plus grande, à trois voies est située dans le centre de la ville, les trains locaux et directs s'y arrêtent.
La deuxième, plus petite, à deux voies, est située à Abbiate Guazzone et seuls les trains locaux s'y arrêtent.
Les trains venant des deux directions sont signalés par le son de deux cloches. La ville est également traversée par la Strada statale 233 Varesina.
Dans le cadre de l'Autostrada Pedemontana, une voie rapide relie la jonction de Mozzate avec la ville de Tradate.

## Toponymie
- L'historien Gerhard Rohlfs identifie l'origine du nom à partir du nom propre de personne Theodorus, avec ajout du suffixe -ate ;

- selon Antonio Olivieri, cependant, la dénomination Tradate serait liée au nom germanique Teuderad qui s'est ensuite transformé en Tederate, une appellation trouvée dans le Codex Longobardorum ;
- certains parlent alors de Tradatum à l'époque romaine.

Le nom « Tradaa » (toujours utilisé dans le dialecte lombard occidental local) se trouve écrit sur certains parchemins datant des XIIe et XIIIe siècles.
Dans le Liber Notitiae Sanctorum Mediolani, le nom Tradate est mentionné.

## Histoire
À l'époque romaine, la Via Mediolanum-Bilitio, a mis en communication Milan avec « Luganum » (Lugano) en passant par « Varisium » (Varese).
Le territoire était probablement déjà habité à l'époque romaine et a continué à l'être dans la période qui a suivi les invasions barbares des Ve et VIe siècles qui ont entraîné la chute de l'Empire romain.
Entre le XIe siècle et le XIIIe siècle, la région de Tradate a subi les effets de la politique expansionniste du duché de Milan et, en 1071, le château de Guazzone est détruit. Au cours de ces années, la famille Pusterla a commencé à renforcer sa domination sur la région (qui a duré jusqu'au XVIIIe siècle) et, au XIVe siècle, a construit son propre château qui existe toujours.
Passée ensuite sous la domination des Habsbourg, la région subit une réorganisation dans les années 1700 (Cadastre thérésien) dont il reste de nombreuses cartes du territoire.
À partir de 1878, le village est relié aux autres centres de la région par le chemin de fer.
À partir de 1899, Tradate est relié à l'électricité, grâce à la centrale électrique Vizzola Ticino.
Au début du XXe siècle, le village est encore lié à l'agriculture et à l'activité textile, avec des activités de tissage. La seule entreprise moderne est précisément une unité de tissage de la soie avec 25 machines à vapeur.
Le traitement traditionnel du papier est également très répandu, développé principalement à partir de 1880 avec la fondation du Scatolificio Pusterla, qui existe toujours.

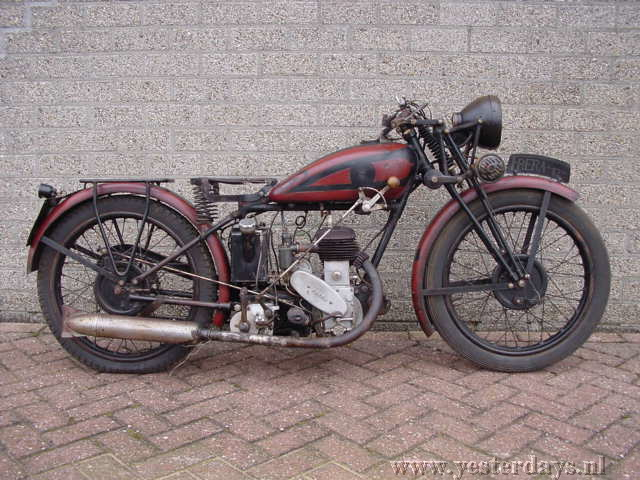
Une moto Frera de 1931. L'entreprise a fermé ses portes en 1936.

En 1905, l'usine de motos  Frera  est installée dans le village , ce qui contribue au développement économique du territoire et à une augmentation de l'emploi.
En 1914, ouvre l'hôpital local « Galmarini », devenu en 1926 l'hôpital « Circolo ».
En 1927, la ville est passée de la province de Côme à celle Varese.
Le 6 mai 1928, Victor Emmanuel III a confirmé l'unification de la municipalité de Tradate avec celle de Abbiate Guazzone, étendant son territoire.
Le 28 janvier 1958, par décret présidentiel, la commune de Tradate a obtenu le titre de ville.
Au cours des années 1950 et 1960, grâce au développement des entreprises locales, la ville a profité du boom économique et a vu une augmentation progressive du bien-être et de l'emploi. La croissance s'est arrêtée brutalement en 1973, l'année de la fermeture des Laboratoires électrotechniques de la société anonyme LESA (créée en 1950). Cette fermeture a entraîné une augmentation exponentielle du chômage.

## Administration
| Période                                  | Période  | Identité                | Étiquette                                 | Qualité |
| ---------------------------------------- | -------- | ----------------------- | ----------------------------------------- | ------- |
| 1993                                     | 2002     | Dario Galli             |                                           |         |
| 2002                                     | 2012     | Stefano Candiani        | Coalition de centre gauche                | employé |
| 2012                                     | 2017     | Laura Fiorina Cavalotti | Coalition de centre gauche                |         |
| 2017                                     | 2018     | Dario Galli             | Ligue du Nord - Coalition de centre droit |         |
| 2018                                     | 2019     | Claudio Ceriani         | Ligue du Nord - Coalition de centre droit |         |
| 2019                                     | En cours | Giuseppe Bascialla      | Coalition de centre droit                 |         |
| Les données manquantes sont à compléter. |          |                         |                                           |         |

### Jumelages
Le collège public Galileo Galilei est jumelé avec le Collège Jean Moulin de Trévoux, France.
- Trévoux (France)

Depuis le 21 octobre 2006, la commune est jumelée avec quatre petites communes du canton de Loriol-sur-Drôme :
- Loriol-sur-Drôme (France)
- Saulce-sur-Rhône (France)
- Cliousclat (France)
- Mirmande (France)

## Population et société

### Évolution démographique
- 1 450 habitants en 1751 ;
- 1 588 en 1805 ;
- 2 156 en 1812 depuis l'annexion de Lonate Ceppino ;
- 2 482 en 1853 ;
- 2 579 en 1859.

### Enseignement
La ville de Tradate dispose d'un environnement scolaire public et privé complet, des jardins d'enfants au lycée, du lycée aux instituts techniques et professionnels.
Pour cette raison, Tradate est un centre d'attraction pour les localités environnantes.

### Bibliothèques
- Bibliothèque municipale "Frera" [4].

La bibliothèque municipale est l'un des principaux outils de promotion culturelle de la ville. Divers services sont offerts, notamment : consultation et prêt d'un large éventail de volumes et de publications, une bibliothèque de journaux où vous pouvez trouver les journaux les plus populaires et les magazines généraux ou spécialisés, livres et magazines pour enfants et adolescents.
De plus, il est possible d'emprunter des volumes appartenant au patrimoine des bibliothèques de la zone adhérant au « Système interbibliothécaire supra-municipal ».

### Musique
Depuis 2006, le concours City of Tradate Music est organisé pour les jeunes. Cette manifestation  est née au cours de musique de l'I.C. Galilei. Depuis 2015, elle est gérée par le Pro Loco Tradate-Abbiate et a lieu en mai au Piccolo Teatro di Abbiate et au Castello Pusterla Melzi.
Tradate a accueilli pendant quelques années le Tradate Iron Fest, un important festival international du genre Heavy Metal.

### Arts culinaires
Un dessert est typique de la ville : les « Capricci », petites meringues similaires aux Brutti e Buoni (moches mais bons), aux gaviratesi.

### Santé
Tradate est desservie par les structures de santé suivantes :
- Hôpital Galmarini, il fait partie de l'A.S.S.T. Sept lacs de Varese ;
- la fondation Salvatore Maugeri ;
- A.T.S. Insubria (ex Autorité sanitaire locale, ASL) du district de Tradate ;
- deux résidences de soins.

### Religion
Tradate est composée de trois paroisses qui constituent la communauté pastorale de S. Crocefisso : S. Stefano Prot, à Tradate, Santi Pietro e Paolo (Abbiate Guazzone) et S. Anna (Ceppine).
Ils font tous partie de la zone pastorale de Varèse de l'Archidiocèse de Milan et suivent le rite ambrosien.

## Culture locale et patrimoine

### Lieux et monuments

#### Architecture civile
- Château Pusterla Melzi ;
- La Villa Sopranzi, devenue Castello Stroppa, abrite actuellement l'Istituto dei Pavoniani.

#### Lieux de culte
- L'église Santo Stefano.
- La chapelle Madonna delle Vigne.

#### Musées
- Musée de la motocyclette Frera[5], dédié au constructeur local de motos.
- Le Musée Fisogni rassemble la collection la plus complète au monde de pompes à essence et d'objets liés aux stations-services.

### Espaces naturels

#### Parcs
- Parc de la Villa Centenari, il possède un chemin botanique et une aire de jeux pour les enfants, le tout au pied de la villa historique qui abrite un bar et un centre pour personnes âgées[6].
- Parc Villa Inzoli, un grand espace vert de 16 mille mètres carrés mis à la disposition de la ville, inauguré le 22 avril 2012[7]. Une petite ferme pédagogique y est gérée par une association locale qui met en place des animations.

- Le parc Pineta d'Appiano Gentile and Tradate revêt une importance particulière. C'est un parc régional naturel qui couvre une vaste superficie de 48 km2 entre la province de Varese et Côme. Son territoire touche 15 municipalités.

Ces dernières années, le projet de Parc Scientifique Didactique est né afin d'initier les enfants de tous âges au développement des connaissances scientifiques et de les sensibiliser à la préservation du parc.
La nouvelle structure permet d'accueillir les visiteurs en proposant des programmes d'éducation à l'environnement pour chaque niveau scolaire. Ils sont élaborés en tenant compte d'objectifs didactiques et pédagogiques. La planification didactique traite de sujets concernant les questions environnementales, favorisant l'apprentissage par l'expérience et impliquant les enfants dans la compréhension des équilibres délicats liés à l'environnement.

#### Observatoire astronomique
Dans le parc, se trouve l'observatoire astronomique FOAM13.

### Galerie de photos

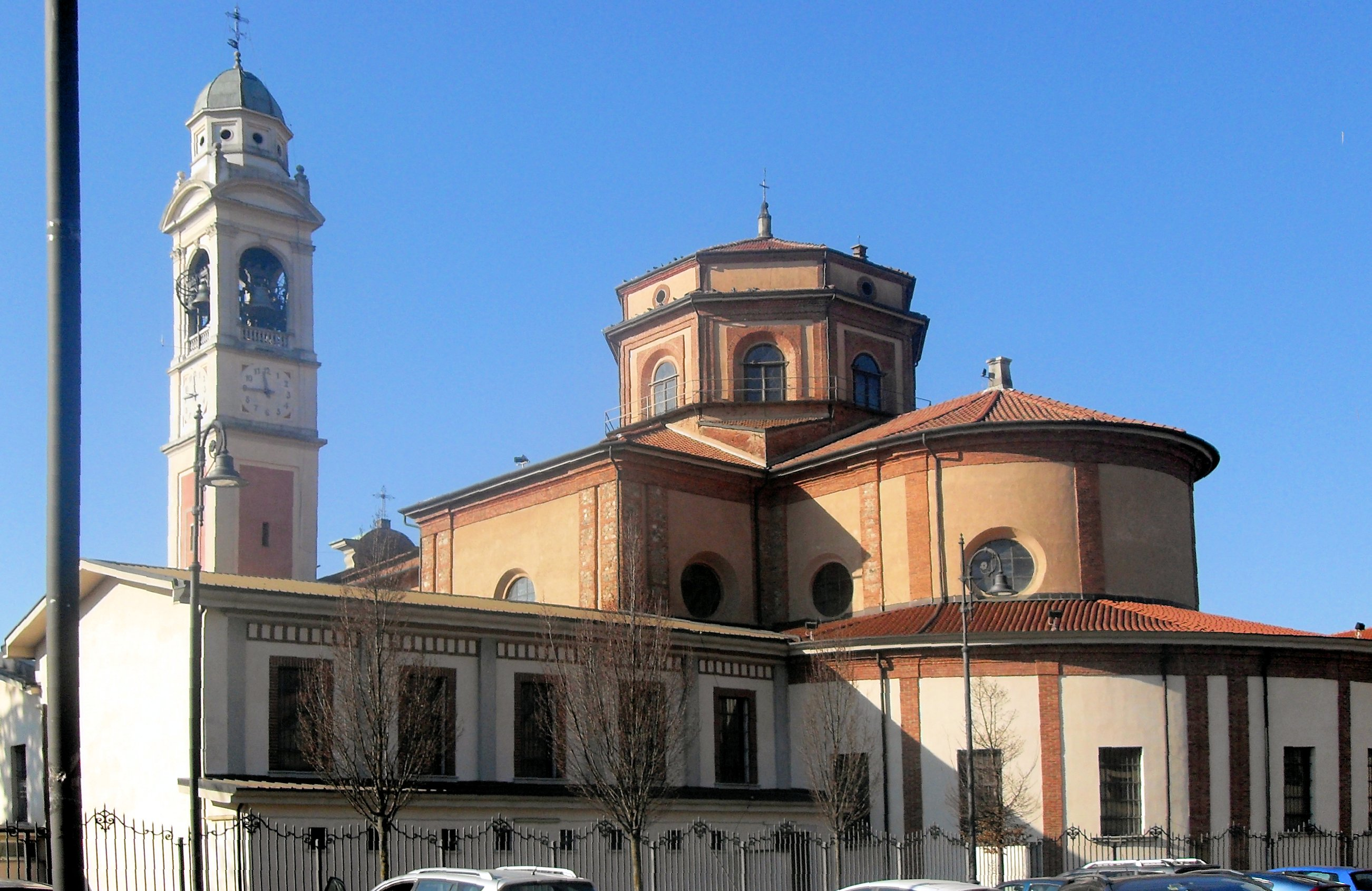
Église Santo Stefano.
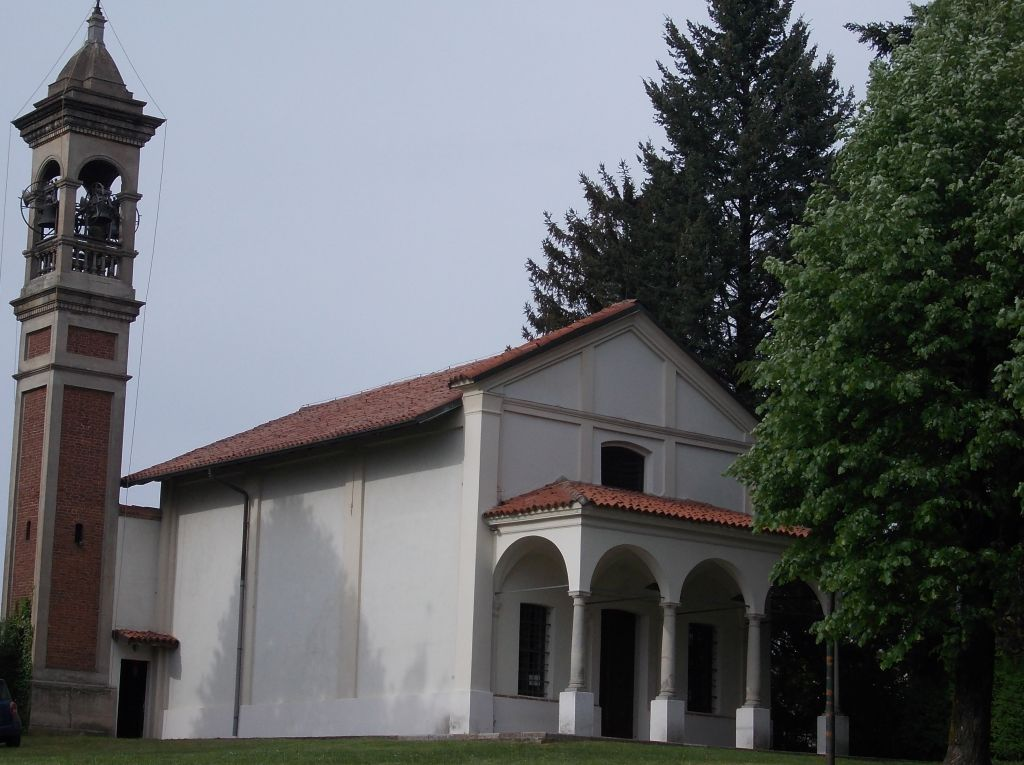
Chapelle Madonna delle Vigne.
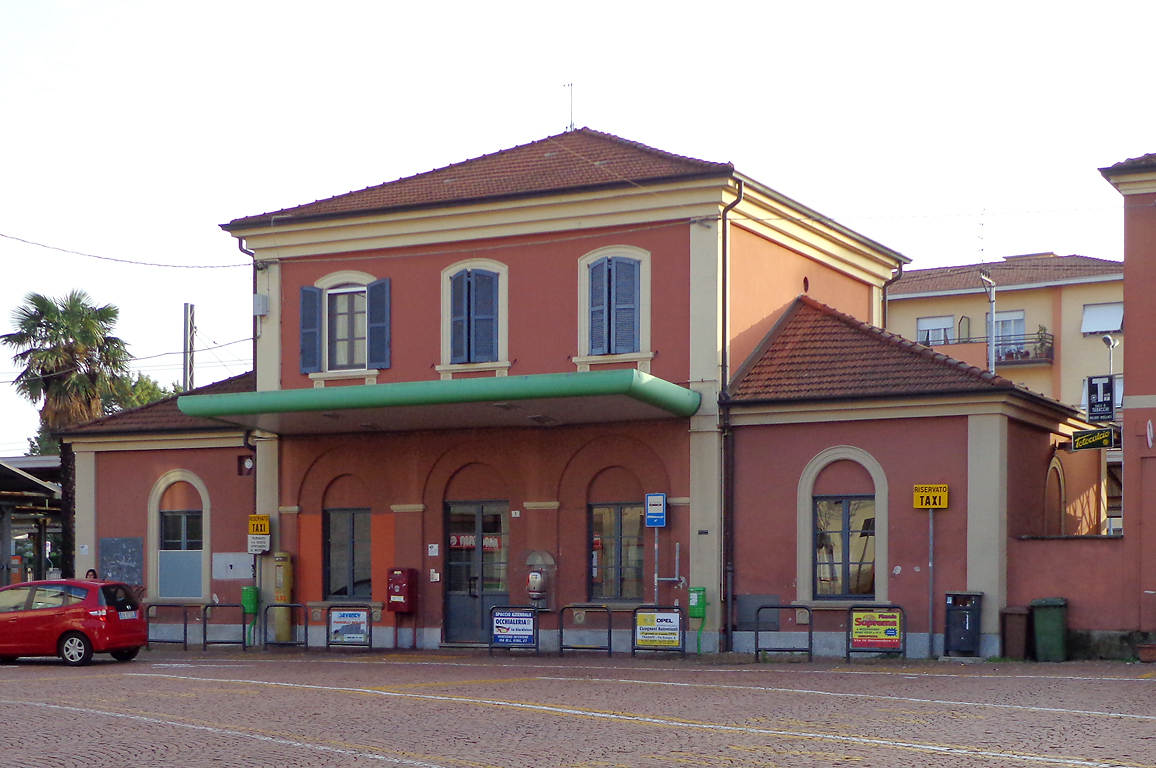
La gare.
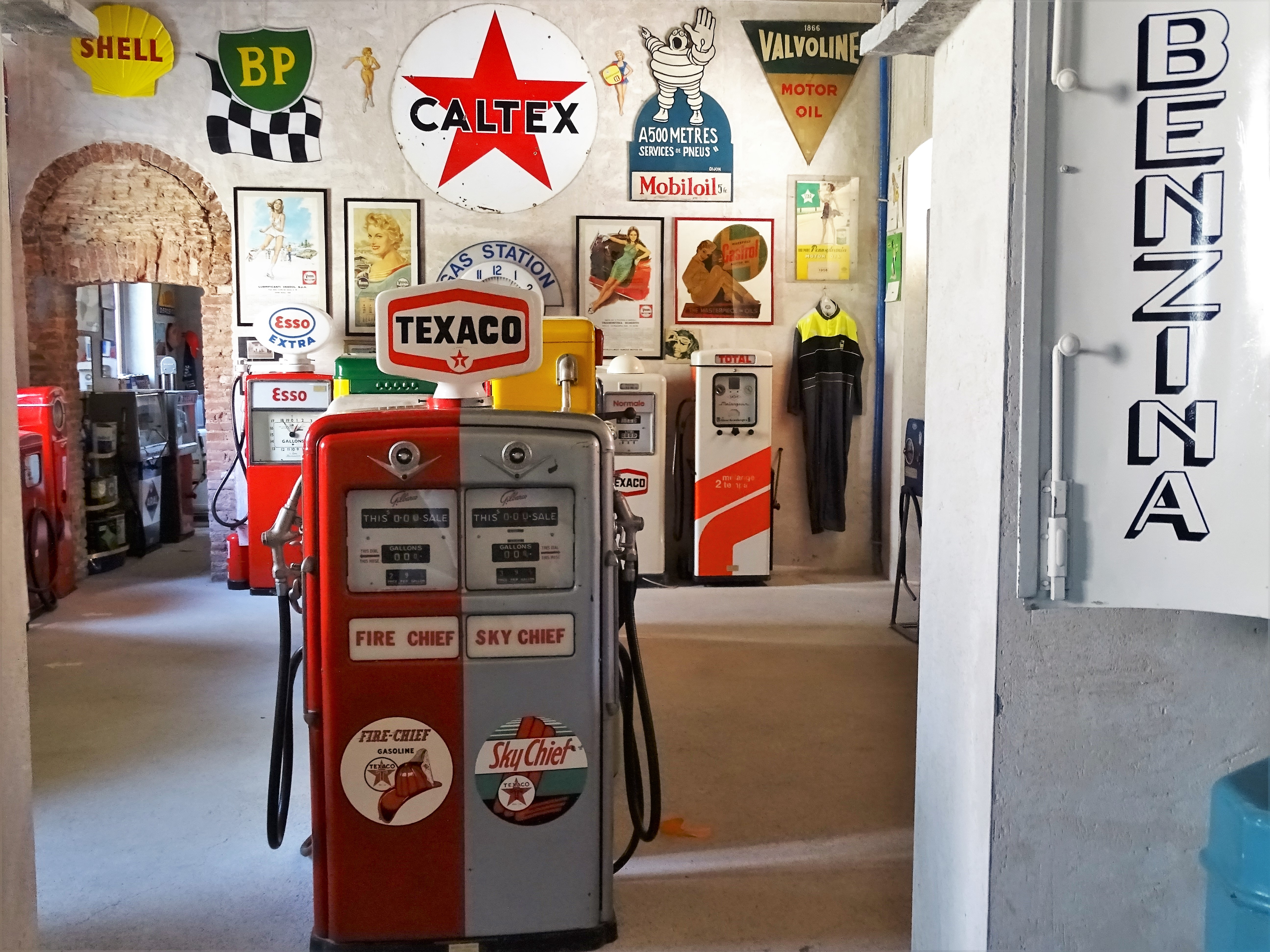
Le musée Fisogni.

### Héraldique
En 1958, les armoiries et la bannière actuelles de la ville ont été créées, promues par l'administration municipale.
Les armoiries sont décrites dans les documents des archives municipales: «... Le premier champ du bouclier est coloré, indiquant la faction Guelph à laquelle appartenait la république milanaise dont la seigneurie de Tradate a dépendu jusqu'à la succession du domaine ducal. Le champ inférieur est bipartite, à gauche avec un fond rouge chargé des armoiries Pusterla (aigle noir dans un champ d'or) et à droite, avec un fond argenté chargé de la bannière Viscontea ».
Sur un fond bleu en haut, deux pieds de vigne se détachent, symbolisant les armoiries précédentes.
Au centre, les deux lettres "J" et "T" indiquent les initiales d'un célèbre sculpteur du XVe siècle, Jacopino da Tradate.
Les zones restantes se réfèrent aux anciennes armoiries de Tradate.